# 대한민국 공익광고제
대한민국 공익광고제(大韓民國 公益廣告祭)는 한국방송광고진흥공사(1982년부터 2011년까지는 한국방송광고공사)에서 주최하는 행사이다. 1982년부터 2000년까지는 공익광고 작품현상모집(公益廣告 作品縣賞募集), 2001년부터 2008년까지는 대한민국 공익광고대상(大韓民國 公益廣告大賞)이라는 명칭을 사용했으며 2009년 대한민국 공익광고제로 변경되어 오늘에 이르고 있다.

## 시상
대상, 금상, 은상, 동상, 장려상 등이 있으며 총상금은 8,200만원이다. TV 및 인쇄 부문, 특별 부문에 응모할 수 있으며 일반부, 대학생부, 청소년부로 나뉘어 시상한다. 한국방송광고진흥공사에서는 출품작 중에서 예심을 통과하여 본심에 상정된 작품을 대상으로 특정 기간 동안에 기존 작품의 모방 및 표절 여부에 대한 네티즌들의 의견 수렴 공간을 별도로 마련하고 있다. 대상(대통령상, 1편) 상금은 1,000만원이며 금상, 은상, 동상, 장려상 등은 각각 상금이 다르다.
- TV 및 인쇄 부문
  - 금상(방송통신위원장상, 일반부 TV 부문 1편, 일반부 인쇄 부문 1편, 대학생부 TV 부문 1편, 대학생부 인쇄 부문 1편, 청소년부 TV 부문 1편, 청소년부 인쇄 부문 1편): 일반부, 대학생, 청소년부 각 400만원
  - 은상(일반부 TV 부문 1편, 일반부 인쇄 부문 1편, 대학생부 TV 부문 1편, 대학생부 인쇄 부문 1편, 청소년부 TV 부문 1편, 청소년부 인쇄 부문 1편): 일반부, 대학생, 청소년부 각 300만원
  - 동상(일반부 TV 부문 1편, 일반부 인쇄 부문 1편, 대학생부 TV 부문 1편, 대학생부 인쇄 부문 1편, 청소년부 TV 부문 1편, 청소년부 인쇄 부문 1편): 일반부, 대학생, 청소년부 각 200만원
  - 장려상(일반부 TV 부문 1편, 일반부 인쇄 부문 1편, 대학생부 TV 부문 1편, 대학생부 인쇄 부문 1편, 청소년부 TV 부문 1편, 청소년부 인쇄 부문 1편): 일반부, 대학생, 청소년부 각 100만원
- 특별상(특별 부문 4편): 각 300만원

## 주제 및 시상
공익광고대상 시절에는 주제는 자유 주제였다. 2009년부터 2011년까지는 ‘환경보전’을 기본 테마로 했지만 2012년에 자유 주제로 회귀했다.

### 2001년 ~ 2005년
2001년부터 2005년까지 실시된 공익광고대상은 일반부, 학생부로 나누어 시행했다. 일반부는 TV 부문, 잡지 부문, 신문 부문으로 나누어 시행했으며 학생부는 TV 부문, 신문 부문으로 나누어 시행했다. 시상은 다음과 같이 시상했다.
- 대상(1편)
- 최우수상(1편)
- 우수상(부문당 2편)
- 장려상(부문당 3편)

### 2006년
2006년에 실시된 공익광고대상은 일반부, 학생부로 나누어 시행했다. 일반부, 학생부는 TV 부문, 인쇄 부문, 인터넷 부문으로 나누어 시행했다. 시상은 다음과 같이 시상했다.
- 대상(1편)
- 최우수상(1편)
- 우수상(부문별 각 2편)
- 장려상(부문별 각 3편)

### 2007년
2007년에 실시된 공익광고대상은 일반부, 학생부로 나누어 시행했다. 일반부, 학생부는 TV 부문, 인쇄 부문, 인터넷 부문(배너, UCC)으로 나누어 시행했다. 시상은 다음과 같이 시상했다.
- 대상(1편)
- 최우수상(1편)
- 우수상(부문별 각 2편)
- 장려상(부문별 각 3편)

### 2008년
2008년에 실시된 공익광고대상은 일반부, 학생부로 나누어 시행했다. 일반부, 학생부는 TV 부문, 인쇄 부문, 인터넷 부문(배너, UCC)으로 나누어 시행했다. 시상은 다음과 같이 시상했다.
- 대상(1편)
- 금상(부문별 각 1편)
- 은상(부문별 각 1편)
- 동상(부문별 각 1편)

### 2009년
2009년 공익광고제는 "물"을 주제로 했다. 슬로건은 "물은 아껴도 공익광고 아이디어는 아끼지 마세요!"이다. TV 부문, 인쇄 부문, 인터넷 부문으로 나누어 시행했다. 시상은 다음과 같이 시상했다.
- 대상(대통령상, 1편)
- 금상(TV 부문 1편, 인쇄 부문 1편, 인터넷 부문 1편)
- 은상(TV 부문 2편, 인쇄 부문 1편, 인터넷 부문 1편)
- 동상(TV 부문 3편, 인쇄 부문 1편, 인터넷 부문 1편)
- 장려상(TV 부문 4편, 인쇄 부문 2편, 인터넷 부문 2편)

### 2010년
2010년 공익광고제는 "저탄소 녹색성장"을 주제로 했다. 슬로건은 "당신의 연필 끝에서 숲이 살아납니다."이다. TV 부문, 인쇄 부문, 인터넷 부문으로 나누어 시행했다. 시상은 다음과 같이 시상했다.
- 대상(대통령상, 1편)
- 금상(TV 부문 1편, 인쇄 부문 1편, 인터넷 부문 1편)
- 은상(TV 부문 2편, 인쇄 부문 1편, 인터넷 부문 1편)
- 동상(TV 부문 3편, 인쇄 부문 1편, 인터넷 부문 1편)
- 장려상(TV 부문 4편, 인쇄 부문 2편, 인터넷 부문 2편)

### 2011년
2011년 공익광고제는 "지구온난화"를 주제로 했다. 슬로건은 "공익광고 아이디어 1℃를 높이면 지구의 온도 1℃가 낮아집니다."이다. 이 해에는 행사 이름이 국제 공익광고제로 변경되었다. TV 부문, 인쇄 부문, 인터넷 부문(배너, UCC)으로 나누어 시행했다. 시상은 다음과 같이 시상했다.
- 대상(대통령상, 1편)
- 금상(TV 부문 1편, 인쇄 부문 1편, 인터넷 부문 1편)
- 은상(TV 부문 2편, 인쇄 부문 1편, 인터넷 부문 1편)
- 동상(TV 부문 3편, 인쇄 부문 1편, 인터넷 부문 1편)

### 2012년
2012년 공익광고제는 TV 부문, 인쇄 부문으로 나누어 시행했다. 슬로건은 "공익광고가 만들어 가는 밝고 아름다운 세상"이다. 이 해부터는 행사 이름이 대한민국 공익광고제로 다시 변경되었다. 시상은 다음과 같이 시상했다.
- 대상(1편)
- 금상(TV 부문 1편, 인쇄 부문 1편)
- 은상(TV 부문 2편, 인쇄 부문 2편)
- 동상(TV 부문 2편, 인쇄 부문 2편)
- 장려상(TV 부문 2편, 인쇄 부문 2편)

### 2013년
2013년 공익광고제는 TV 부문, 인쇄 부문, 캠페인 기획서 부문으로 나누어 시행했다. TV 부문과 인쇄 부문은 자유 주제이며 캠페인 기획서 부문은 "다문화, 이해와 소통"을 주제로 했다. 시상은 다음과 같이 시상했다.
- 대상(1편)
- 금상(일반부 TV 부문 1편, 일반부 인쇄 부문 1편, 학생부 TV 부문 1편, 학생부 인쇄 부문 1편)
- 은상(일반부 TV 부문 1편, 일반부 인쇄 부문 2편, 학생부 TV 부문 1편, 학생부 인쇄 부문 2편)
- 동상(일반부 TV 부문 1편, 일반부 인쇄 부문 2편, 학생부 TV 부문 1편, 학생부 인쇄 부문 2편)
- 장려상(일반부 TV 부문 1편, 일반부 인쇄 부문 2편, 학생부 TV 부문 1편, 학생부 인쇄 부문 2편)

### 2014년
2014년 공익광고제는 TV 부문, 인쇄 부문으로 나누어 시행했다. 자유 주제, 특별 주제로 나누어 시행되었으며 특별 주제는 "독서"를 주제로 했다. 시상은 다음과 같이 시상했다.
- 대상(1편)
- 금상(TV 부문 1편, 인쇄 부문 1편, 특별 부문 1편)
- 은상(TV 부문 1편, 인쇄 부문 2편, 특별 부문 2편)
- 동상(TV 부문 1편, 인쇄 부문 2편, 특별 부문 2편)
- 장려상(TV 부문 1편, 인쇄 부문 2편, 특별 부문 2편)

### 2015년
2015년 공익광고제는 TV 부문, 인쇄 부문으로 나누어 시행했다. 일반부, 대학생부, 청소년부로 나누어 시행되었으며 산학협력 부문이 신설되었다. 산학협력 부문은 "소외계층 배려"를 주제로 했다. 시상은 다음과 같이 시상했다.
- 대상(대통령상, 1편)
- 금상(방송통신위원장상, 일반부 TV 부문 1편, 일반부 인쇄 부문 1편, 대학생부 TV 부문 1편, 대학생부 인쇄 부문 1편, 청소년부 TV 부문 / 인쇄 부문 1편)
- 은상(일반부 TV 부문 1편, 일반부 인쇄 부문 2편, 대학생부 TV 부문 1편, 대학생부 인쇄 부문 2편, 청소년부 TV 부문 / 인쇄 부문 2편)
- 동상(일반부 TV 부문 1편, 일반부 인쇄 부문 2편, 대학생부 TV 부문 1편, 대학생부 인쇄 부문 2편, 청소년부 TV 부문 / 인쇄 부문 2편)
- 장려상(일반부 TV 부문 1편, 일반부 인쇄 부문 2편, 대학생부 TV 부문 1편, 대학생부 인쇄 부문 2편)

### 2016년
2016년 공익광고제는 TV 부문, 인쇄 부문으로 나누어 시행했다. 시상은 다음과 같이 시상했다.
- 대상(대통령상, 1편)
- 금상(방송통신위원장상, 일반부 TV 부문 1편, 일반부 인쇄 부문 1편, 대학생부 TV 부문 1편, 대학생부 인쇄 부문 1편, 청소년부 TV 부문 / 인쇄 부문 1편)
- 은상(일반부 TV 부문 1편, 일반부 인쇄 부문 1편, 대학생부 TV 부문 1편, 대학생부 인쇄 부문 1편, 청소년부 TV 부문 / 인쇄 부문 1편)
- 동상(일반부 TV 부문 1편, 일반부 인쇄 부문 2편, 대학생부 TV 부문 1편, 대학생부 인쇄 부문 2편, 청소년부 TV 부문 / 인쇄 부문 2편)
- 장려상(일반부 TV 부문 1편, 일반부 인쇄 부문 2편, 대학생부 TV 부문 1편, 대학생부 인쇄 부문 2편, 청소년부 TV 부문 / 인쇄 부문 2편)

### 2017년
2017년 공익광고제는 TV 부문, 인쇄 부문, 웹툰 부문으로 나누어 시행했다. 시상은 다음과 같이 시상했다.
- 대상(대통령상, 1편)
- 금상(방송통신위원장상, 일반부 TV 부문 1편, 일반부 인쇄 부문 1편, 대학생부 TV 부문 1편, 대학생부 인쇄 부문 1편, 청소년부 TV 부문 / 인쇄 부문 1편)
- 은상(일반부 TV 부문 1편, 일반부 인쇄 부문 1편, 대학생부 TV 부문 1편, 대학생부 인쇄 부문 1편, 청소년부 TV 부문 / 인쇄 부문 1편)
- 우수상(일반부 웹툰 부문 1편, 대학생부 웹툰 부문 1편, 청소년부 웹툰 부문 1편)
- 동상(일반부 TV 부문 1편, 일반부 인쇄 부문 2편, 대학생부 TV 부문 1편, 대학생부 인쇄 부문 2편, 청소년부 TV 부문 / 인쇄 부문 2편)
- 장려상(일반부 TV 부문 1편, 일반부 인쇄 부문 2편, 일반부 웹툰 부문 1편, 대학생부 TV 부문 1편, 대학생부 인쇄 부문 2편, 대학생부 웹툰 부문 1편, 청소년부 TV 부문 / 인쇄 부문 2편, 청소년부 웹툰 부문 1편)

### 2018년
2018년 공익광고제는 TV 부문, 인쇄 부문, 특별 부문(웹툰 부문, UCC 부문)으로 나누어 시행했다. 시상은 다음과 같이 시상했다.
- 대상(대통령상, 1편)
- 금상(방송통신위원장상, 일반부 TV 부문 1편, 일반부 인쇄 부문 1편, 대학생부 TV 부문 1편, 대학생부 인쇄 부문 1편, 청소년부 TV 부문 / 인쇄 부문 1편)
- 은상(일반부 TV 부문 1편, 일반부 인쇄 부문 1편, 대학생부 TV 부문 1편, 대학생부 인쇄 부문 1편, 청소년부 TV 부문 / 인쇄 부문 1편)
- 동상(일반부 TV 부문 1편, 일반부 인쇄 부문 2편, 대학생부 TV 부문 1편, 대학생부 인쇄 부문 2편, 청소년부 TV 부문 / 인쇄 부문 2편)
- 장려상(일반부 TV 부문 1편, 일반부 인쇄 부문 1편, 대학생부 TV 부문 1편, 대학생부 인쇄 부문 1편, 청소년부 TV 부문 / 인쇄 부문 2편)
- 특별상(웹툰 부문 2편, UCC 부문 2편)

### 2019년
2019년 공익광고제는 TV 부문, 인쇄 부문, UCC 부문, 이모티콘 부문으로 나누어 시행했다. TV 부문, 인쇄 부문은 자유 주제로, UCC 부문, 이모티콘 부문은 공공 안전 또는 환경을 주제로 했다. 시상은 다음과 같이 시상했다.
- 대상(대통령상, 1편)
- 금상(방송통신위원장상, 일반부 TV 부문 1편, 일반부 인쇄 부문 1편, 대학생부 TV 부문 1편, 대학생부 인쇄 부문 1편, 청소년부 TV 부문 / 인쇄 부문 1편)
- 은상(일반부 TV 부문 1편, 일반부 인쇄 부문 1편, 대학생부 TV 부문 1편, 대학생부 인쇄 부문 1편, 청소년부 TV 부문 / 인쇄 부문 1편)
- 동상(일반부 TV 부문 1편, 일반부 인쇄 부문 1편, 대학생부 TV 부문 1편, 대학생부 인쇄 부문 2편, 청소년부 TV 부문 / 인쇄 부문 2편)
- 장려상(일반부 TV 부문 1편, 일반부 인쇄 부문 2편, 대학생부 TV 부문 1편, 대학생부 인쇄 부문 2편, 청소년부 TV 부문 / 인쇄 부문 2편)
- 특별상(UCC 부문 4편, 이모티콘 부문 2편)

### 2020년
2020년 공익광고제는 TV 부문, 인쇄 부문, UCC 부문, 이모티콘 부문으로 나누어 시행했다. TV 부문, 인쇄 부문은 자유 주제로, UCC 부문, 이모티콘 부문은 코로나 생활백서(부제: 코로나 시대를 이겨낼 슬기로운 생활 문화)를 주제로 했다. 시상은 다음과 같이 시상했다.
- 대상(대통령상, 1편)
- 금상(방송통신위원장상, 일반부 TV 부문 1편, 일반부 인쇄 부문 1편, 대학생부 TV 부문 1편, 대학생부 인쇄 부문 1편, 청소년부 TV 부문 / 인쇄 부문 1편)
- 은상(일반부 TV 부문 1편, 일반부 인쇄 부문 1편, 대학생부 TV 부문 1편, 대학생부 인쇄 부문 1편, 청소년부 TV 부문 1편, 청소년부 인쇄 부문 1편)
- 동상(일반부 TV 부문 1편, 일반부 인쇄 부문 1편, 대학생부 TV 부문 1편, 대학생부 인쇄 부문 1편, 청소년부 TV 부문 1편, 청소년부 인쇄 부문 1편)
- 장려상(일반부 TV 부문 1편, 일반부 인쇄 부문 1편, 대학생부 TV 부문 1편, 대학생부 인쇄 부문 1편, 청소년부 TV 부문 1편, 청소년부 인쇄 부문 1편)
- 특별상(UCC 부문 2편, 이모티콘 부문 2편)

### 2021년
2021년 공익광고제는 TV 부문, 인쇄 부문, UCC 부문, 이모티콘 부문으로 나누어 시행했다. TV 부문, 인쇄 부문은 자유 주제로, UCC 부문, 이모티콘 부문은 탄소 중립 실천(부제: 지구력 강화 프로젝트, 작전명_COzero)을 주제로 했다. 시상은 다음과 같이 시상했다.
- 대상(대통령상, 1편)
- 금상(방송통신위원장상, 일반부 TV 부문 1편, 일반부 인쇄 부문 1편, 대학생부 TV 부문 1편, 대학생부 인쇄 부문 1편, 청소년부 TV 부문 / 인쇄 부문 1편)
- 은상(일반부 TV 부문 1편, 일반부 인쇄 부문 1편, 대학생부 TV 부문 1편, 대학생부 인쇄 부문 1편, 청소년부 TV 부문 1편, 청소년부 인쇄 부문 1편)
- 동상(일반부 TV 부문 1편, 일반부 인쇄 부문 1편, 대학생부 TV 부문 1편, 대학생부 인쇄 부문 1편, 청소년부 TV 부문 1편, 청소년부 인쇄 부문 1편)
- 장려상(일반부 TV 부문 1편, 일반부 인쇄 부문 1편, 대학생부 TV 부문 1편, 대학생부 인쇄 부문 1편, 청소년부 TV 부문 1편, 청소년부 인쇄 부문 1편)
- 특별상(UCC 부문 2편, 이모티콘 부문 2편)

### 2022년
2022년 공익광고제는 TV 부문, 인쇄 부문, 영상 부문, 이모티콘 부문으로 나누어 시행했다. 시상은 다음과 같이 시상했다.
- 대상(대통령상, 1편)
- 금상(방송통신위원장상, 일반부 TV 부문 1편, 일반부 인쇄 부문 1편, 대학생부 TV 부문 1편, 대학생부 인쇄 부문 1편, 청소년부 TV 부문 1편, 청소년부 인쇄 부문 1편)
- 은상(일반부 TV 부문 1편, 일반부 인쇄 부문 1편, 대학생부 TV 부문 1편, 대학생부 인쇄 부문 1편, 청소년부 TV 부문 1편, 청소년부 인쇄 부문 1편)
- 동상(일반부 TV 부문 1편, 일반부 인쇄 부문 1편, 대학생부 TV 부문 1편, 대학생부 인쇄 부문 1편, 청소년부 TV 부문 1편, 청소년부 인쇄 부문 1편)
- 장려상(일반부 TV 부문 1편, 일반부 인쇄 부문 1편, 대학생부 TV 부문 1편, 대학생부 인쇄 부문 1편, 청소년부 TV 부문 1편, 청소년부 인쇄 부문 1편)
- 특별상(영상 부문 2편, 이모티콘 부문 2편)

### 2023년
2023년 공익광고제는 TV 부문, 인쇄 부문, 영상 부문, 이모티콘 부문으로 나누어 시행했다. 시상은 다음과 같이 시상했다.
- 대상(대통령상, 1편)
- 금상(방송통신위원장상, 일반부 TV 부문 1편, 일반부 인쇄 부문 1편, 대학생부 TV 부문 1편, 대학생부 인쇄 부문 1편, 청소년부 TV 부문 1편, 청소년부 인쇄 부문 1편)
- 은상(일반부 TV 부문 1편, 일반부 인쇄 부문 1편, 대학생부 TV 부문 1편, 대학생부 인쇄 부문 1편, 청소년부 TV 부문 1편, 청소년부 인쇄 부문 1편)
- 동상(일반부 TV 부문 1편, 일반부 인쇄 부문 1편, 대학생부 TV 부문 1편, 대학생부 인쇄 부문 1편, 청소년부 TV 부문 1편, 청소년부 인쇄 부문 1편)
- 장려상(일반부 TV 부문 1편, 일반부 인쇄 부문 1편, 대학생부 TV 부문 1편, 대학생부 인쇄 부문 1편, 청소년부 TV 부문 1편, 청소년부 인쇄 부문 1편)
- 특별상(영상 부문 2편, 이모티콘 부문 2편)

### 2024년
2024년 공익광고제는 TV 부문, 인쇄 부문, 영상 부문, 옥외 광고 부문으로 나누어 시행했다. 시상은 다음과 같이 시상했다.
- 대상(대통령상, 1편)
- 금상(방송통신위원장상, 일반부 TV 부문 1편, 일반부 인쇄 부문 1편, 대학생부 TV 부문 1편, 대학생부 인쇄 부문 1편, 청소년부 TV 부문 1편, 청소년부 인쇄 부문 1편)
- 은상(일반부 TV 부문 1편, 일반부 인쇄 부문 1편, 대학생부 TV 부문 1편, 대학생부 인쇄 부문 1편, 청소년부 TV 부문 1편, 청소년부 인쇄 부문 1편)
- 동상(일반부 TV 부문 1편, 일반부 인쇄 부문 1편, 대학생부 TV 부문 1편, 대학생부 인쇄 부문 1편, 청소년부 TV 부문 1편, 청소년부 인쇄 부문 1편)
- 장려상(일반부 TV 부문 1편, 일반부 인쇄 부문 1편, 대학생부 TV 부문 1편, 대학생부 인쇄 부문 1편, 청소년부 TV 부문 1편, 청소년부 인쇄 부문 1편)
- 특별상(영상 부문 2편, 옥외 광고 부문 2편)

## 같이 보기
- 공익광고협의회